# Iriomotekatt
Iriomotekatt, Prionailurus bengalensis ssp. iriomotensis (alt. Prionailurus iriomotensis) är en underart (alternativt art) i släktet Prionailurus inom familjen kattdjur. Den räknas antingen som en egen art eller som underart till leopardkatten (Prionailurus bengalensis) och systematiken är ännu inte helt klarlagd. I japanska dialekter som talas i kattens utbredningsområde kallas den för Yamamayā ("bergskatt"), Yamapikaryā ("glittrande ting från berget") eller Pingīmayā ("rymmande katt").

## Biologi

### Utbredning och habitat
Djuret är litet och nattaktivt. Katten upptäcktes 1967, av biologen Imaizumi, på den västjapanska ön Iriomote där arten är endemisk. Den lever nära vatten, gärna på stränder eller odlad mark, där den jagar fåglar (bland annat gråbent sumphöna), insekter, krabbor och smådäggdjur. Bergstrakterna i öns centrum undviks vanligen. Det finns troligen inte mer än 100 individer, var och en med sitt eget revir. Hannarnas revir är cirka 3 kvadratkilometer stora och överlappar varandra. Det händer även att hannar byter territorium. Honor stannar hela livet i samma revir som i genomsnitt är 1,75 kvadratkilometer stort och honornas revir är avgränsade mot varandra.

### Kännetecken
Pälsen har en brunaktig grundfärg med mörka fläckar som bildar strimmor. Extremiteterna och den tjocka svansen är jämförelsevis korta. Öronen är korta och avrundade. Liksom hos flera andra kattdjur har öronen en vit fläck på baksidan. Angående storleken liknar arten huskatten. Kroppslängden ligger omkring 60 centimeter och svansen är ungefär 20 centimeter lång. Hannarna blir i genomsnitt 4,2 kilogram tunga, medan honorna väger omkring 3,2 kilogram.
Iriomotekatten är en av de fyra kattdjur som inte kan dra in sina klor. De andra tre är geparden, platthuvudkatten och fiskarkatten.

### Levnadssätt
Detta kattdjur är främst aktivt på natten och sover på dagen i håligheter i träd, vegetationsansamlingar eller bergssprickor. När den jagar vistas den ofta på träd eller simmar över vattendrag.
Parningstiden på öns tempererade regioner ligger vanligen mellan februari och mars, ungarna föds därför främst i maj. Katten föder efter cirka 60 dagars dräktighet 1–4 ungar, i en bergspricka eller ett ihåligt träd. Katten når vuxen ålder efter 10–12 månader. Den kan bli upp till 15 år gammal men dör vanligen tidigare när den tappat sina tänder.

### Hotad art

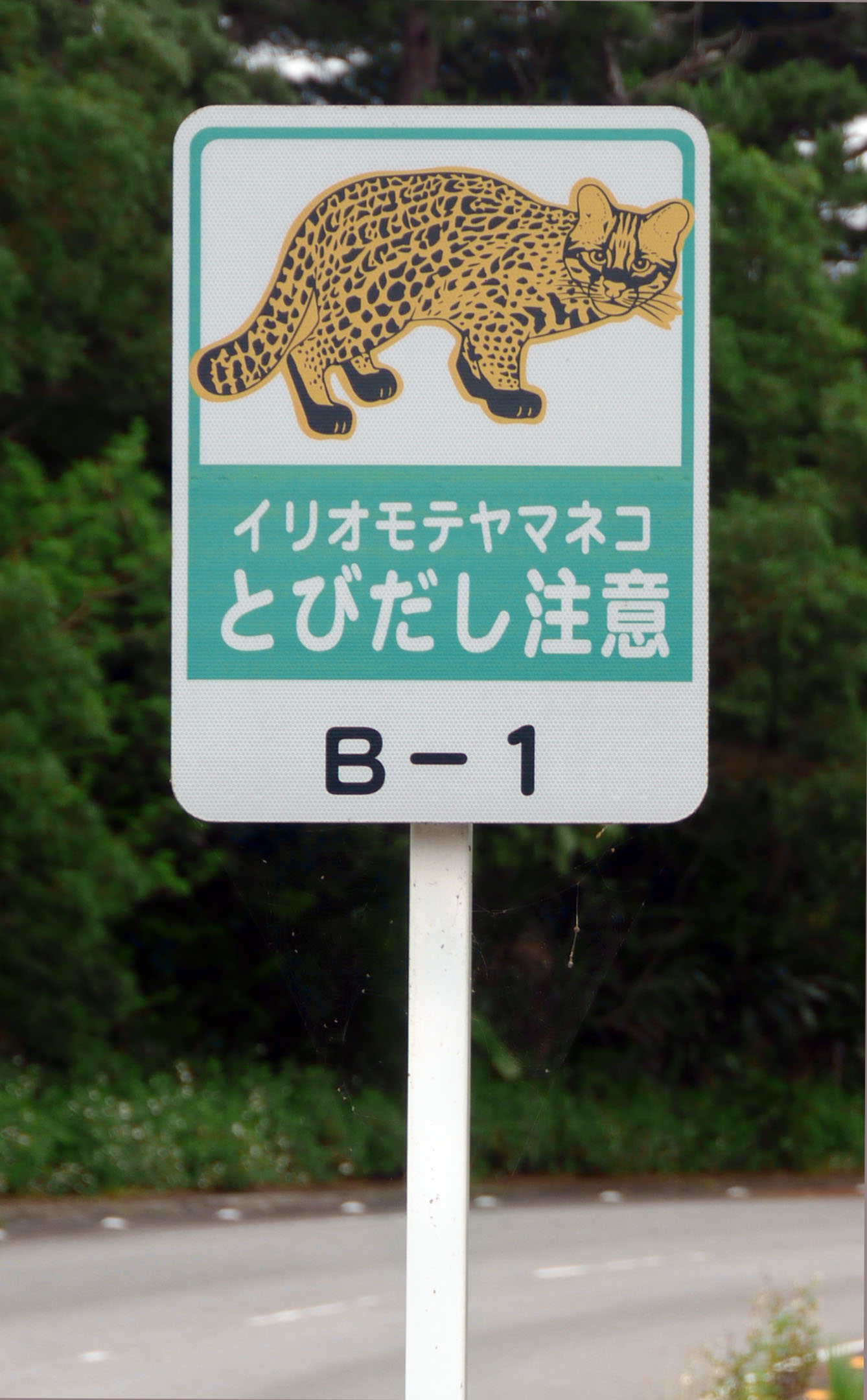
Varningsskylt som hänvisar till Iriomotekatten.

Arten har den minsta populationen av alla kattdjur och även det minsta utbredningsområdet. Ön Iriomote är bara 290 kvadratkilometer stor. Iriomotekatten skyddas enligt japanska lagar, men den hotas genom habitatförlust och dödas ibland i trafiken. Populationen uppskattades 1994 till cirka 100 individer, och fram till 2002 var antalet stabilt. Efter nyare iakttagelser antas att beståndet minskar, och därför listas arten av IUCN som akut hotad (critically endangered).

### Omstridd systematik
Ända sedan den vetenskapliga upptäckten 1967 har artens systematiska position varit omstridd. Den har antingen listats i ett eget släkte, Mayailurus eller till släktet Prionailurus. Många zoologer betraktar djuret som en underart till leopardkatten (Prionailurus bengalensis), bland annat efter mtDNA-analyser på 1990-talet, medan vissa forskare i enlighet med andra morfologiska och molekylärbiologiska undersökningar listar populationen som en självständig art. Den förstnämnda teorin fick ytterligare stöd vid upptäckten under 1980-talet av en annan underart till leopardkatten på ö(gruppe)n Tsushima i Koreasundet.

## Iriomotekatten i populärkulturen
Sedan dess upptäckt har Iriomotekatten – som en av mycket få japanska vildkatter – väckt viss uppmärksamhet och även fått roller inom populärkulturen. Den har bland annat synts i de två animeproduktionerna Azumanga Daioh och Tokyo Mew Mew. I den förstnämnda figurerar ett exemplar av katten (benämnt Maya) i flera av de senare avsnitten i TV-serien. I den sistnämnda har rollfiguren Ichigo Momomiya blivit "inympad" med Iriomotekatts-DNA.